# TýTý pro osobnost televizní zábavy
TýTý pro osobnost televizní zábavy je jedna z kategorií cen TýTý, ve které jsou oceňováni moderátoři a moderátorky zábavních pořadů. Cena v této kategorie se uděluje od samého začátku udělování cen. Do roku 2003 se kategorie jmenovala Bavič, poté se v roce 2010 se přejmenovala na Osobnost televizních zábavných pořadů. V roce 2004 nebyla cena udělována.
Nejvíc cen v této kategorii vlastní Karel Šíp, Martin Dejdar a Petr Novotný, všichni mají po pěti cenách.

## Ocenění

### Bavič
Jména jsou vypsána v pořadí, ve kterém skončili v diváckém hlasování.
| Rok  | Jméno                | Stanice              |
| ---- | -------------------- | -------------------- |
| 1991 | Jan Rosák            | ČST                  |
| 1991 | Oldřich Kaiser       | ČST                  |
| 1991 | Milan Markovič       | ČST                  |
| 1991 | Boleslav Polívka     | ČST                  |
| 1991 | Vladimír Dvořák      | ČST                  |
| 1992 | Martin Dejdar        | ČST                  |
| 1992 | Jan Rosák            | ČST                  |
| 1992 | Oldřich Kaiser       | ČST                  |
| 1992 | Milan Markovič       | ČST                  |
| 1992 | Vladimír Dvořák      | ČST                  |
| 1993 | Martin Dejdar        | Česká televize       |
| 1993 | Jan Rosák            | Česká televize       |
| 1993 | Pavel Zedníček       | Česká televize       |
| 1993 | Oldřich Kaiser       | Česká televize       |
| 1993 | Boleslav Polívka     | Česká televize       |
| 1994 | Jan Rosák            | Nova                 |
| 1994 | Martin Dejdar        | Česká televize       |
| 1994 | Pavel Zedníček       | Nova                 |
| 1994 | Boleslav Polívka     | Česká televize       |
| 1994 | Oldřich Kaiser       | Česká televize       |
| 1995 | Jan Rosák            | Nova                 |
| 1995 | Pavel Zedníček       | Nova                 |
| 1995 | Martin Dejdar        | Nova                 |
| 1995 | Boleslav Polívka     | Česká televize       |
| 1995 | Marek Eben           | Nova                 |
| 1996 | Martin Dejdar        | Nova                 |
| 1996 | Jan Rosák            | Nova                 |
| 1996 | Marek Eben           | Česká televize       |
| 1996 | Miroslav Donutil     | Česká televize       |
| 1996 | Pavel Zedníček       | Nova                 |
| 1997 | Martin Dejdar        | Nova                 |
| 1997 | Miroslav Donutil     | Česká televize       |
| 1997 | Marek Eben           | Česká televize       |
| 1997 | Jan Rosák            | Nova                 |
| 1997 | Pavel Zedníček       | Nova                 |
| 1998 | Petr Novotný         | Nova                 |
| 1998 | Miroslav Donutil     | Česká televize       |
| 1998 | Martin Dejdar        | Nova                 |
| 1998 | Marek Eben           | Česká televize       |
| 1998 | Boleslav Polívka     | Česká televize       |
| 1999 | Petr Novotný         | Nova                 |
| 1999 | Miroslav Donutil     | Česká televize       |
| 1999 | Marek Eben           | Česká televize       |
| 1999 | Karel Šíp            | Nova                 |
| 1999 | Martin Dejdar        | Nova                 |
| 2000 | Petr Novotný         | Nova                 |
| 2000 | Miroslav Donutil     | Česká televize       |
| 2000 | Boleslav Polívka     | Česká televize       |
| 2000 | Marek Eben           | Česká televize       |
| 2000 | Karel Šíp            | Nova                 |
| 2001 | Petr Novotný         | Nova                 |
| 2001 | Halina Pawlowská     | Česká televize       |
| 2001 | Petr Rychlý          | Nova                 |
| 2001 | Karel Šíp            | Nova                 |
| 2001 | Marek Eben           | Česká televize       |
| 2002 | Petr Novotný         | Nova                 |
| 2002 | Vladimír Hron        | Česká televize       |
| 2002 | Halina Pawlowská     | Česká televize       |
| 2002 | Marek Eben           | Česká televize       |
| 2002 | Petr Rychlý          | Nova                 |
| 2003 | Vladimír Hron        | Česká televize       |
| 2003 | Marek Eben           | Česká televize       |
| 2003 | Halina Pawlowská     | Česká televize       |
| 2003 | Petr Novotný         | Nova                 |
| 2003 | Petr Rychlý          | Nova                 |
| 2004 | Cena nebyla udělena. | Cena nebyla udělena. |

### Osobnost televizních zábavných pořadů
Jména jsou vypsána v pořadí, ve kterém skončili v diváckém hlasování.
| Rok  | Jméno           | Stanice        |
| ---- | --------------- | -------------- |
| 2005 | Jan Kraus       | Česká televize |
| 2005 | Vladimír Hron   | Česká televize |
| 2005 | Adéla Gondíková | Nova           |
| 2005 | Zdeněk Izer     | Prima          |
| 2005 | Dalibor Gondík  | Nova           |
| 2006 | Vladimír Hron   | Česká televize |
| 2006 | Leoš Mareš      | Nova           |
| 2006 | Marek Eben      | Česká televize |
| 2006 | Jan Kraus       | Česká televize |
| 2006 | Petr Rychlý     | Nova           |

### Osobnost televizní zábavy
Jména jsou uvedena v náhodném pořadí. Pokud jsou známé i ostatní pořadí v diváckém hlasování, jsou uvedené za jménem v závorce.
| Rok  | Jméno               | Stanice        |
| ---- | ------------------- | -------------- |
| 2007 | Leoš Mareš          | Nova           |
| 2007 | Vladimír Hron (2.)  | Česká televize |
| 2007 | Jan Kraus (3.)      | Česká televize |
| 2007 | Marek Eben          | Česká televize |
| 2007 | Karel Šíp           | Česká televize |
| 2008 | Martin Dejdar       | Nova           |
| 2008 | Jan Kraus (2.)      | Česká televize |
| 2008 | Marek Eben (3.)     | Česká televize |
| 2008 | Leoš Mareš          | Nova           |
| 2008 | Karel Šíp           | Česká televize |
| 2009 | Karel Šíp           | Česká televize |
| 2009 | Martin Dejdar       | Nova           |
| 2009 | Marek Eben          | Česká televize |
| 2009 | Jan Kraus           | Česká televize |
| 2009 | Leoš Mareš          | Nova           |
| 2010 | Karel Šíp           | Česká televize |
| 2010 | Jan Kraus (2.)      | Prima          |
| 2010 | Martin Dejdar (3.)  | Nova           |
| 2010 | Marek Eben (4.)     | Česká televize |
| 2010 | Leoš Mareš (5.)     | Nova           |
| 2011 | Ondřej Sokol        | Prima          |
| 2011 | Karel Šíp (2.)      | Česká televize |
| 2011 | Jan Kraus (3.)      | Prima          |
| 2011 | Marek Eben          | Česká televize |
| 2011 | Miroslav Donutil    | Česká televize |
| 2012 | Karel Šíp           | Česká televize |
| 2012 | Ondřej Sokol (2.)   | Prima          |
| 2012 | Lukáš Pavlásek (3.) | Česká televize |
| 2012 | Marek Eben          | Česká televize |
| 2012 | Jan Kraus           | Prima          |
| 2013 | Karel Šíp           | Česká televize |
| 2013 | Marek Eben (2.)     | Česká televize |
| 2013 | Ondřej Sokol (3.)   | Prima          |
| 2013 | Jan Kraus           | Prima          |
| 2013 | Zdeněk Pohlreich    | Prima          |
| 2014 | Karel Šíp           | Česká televize |
| 2014 | Jan Kraus (2.)      | Prima          |
| 2014 | Aleš Cibulka (3.)   | Barrandov      |
| 2014 | Marek Eben          | Česká televize |
| 2014 | Vladimír Kořen      | Česká televize |

## Počet cen dle stanice
- Nova – 11
- Česká televize – 11 (z toho 2 ČST)
- Prima – 1
- Barrandov – 0

## Počet cen dle oceněných
5 cen
- Karel Šíp
- Petr Novotný
- Martin Dejdar

3 ceny
- Jan Rosák

2 ceny
- Vladimír Hron

1 cena
- Ondřej Sokol
- Leoš Mareš
- Jan Kraus